# Centralna Szkoła Partyjna PZPR

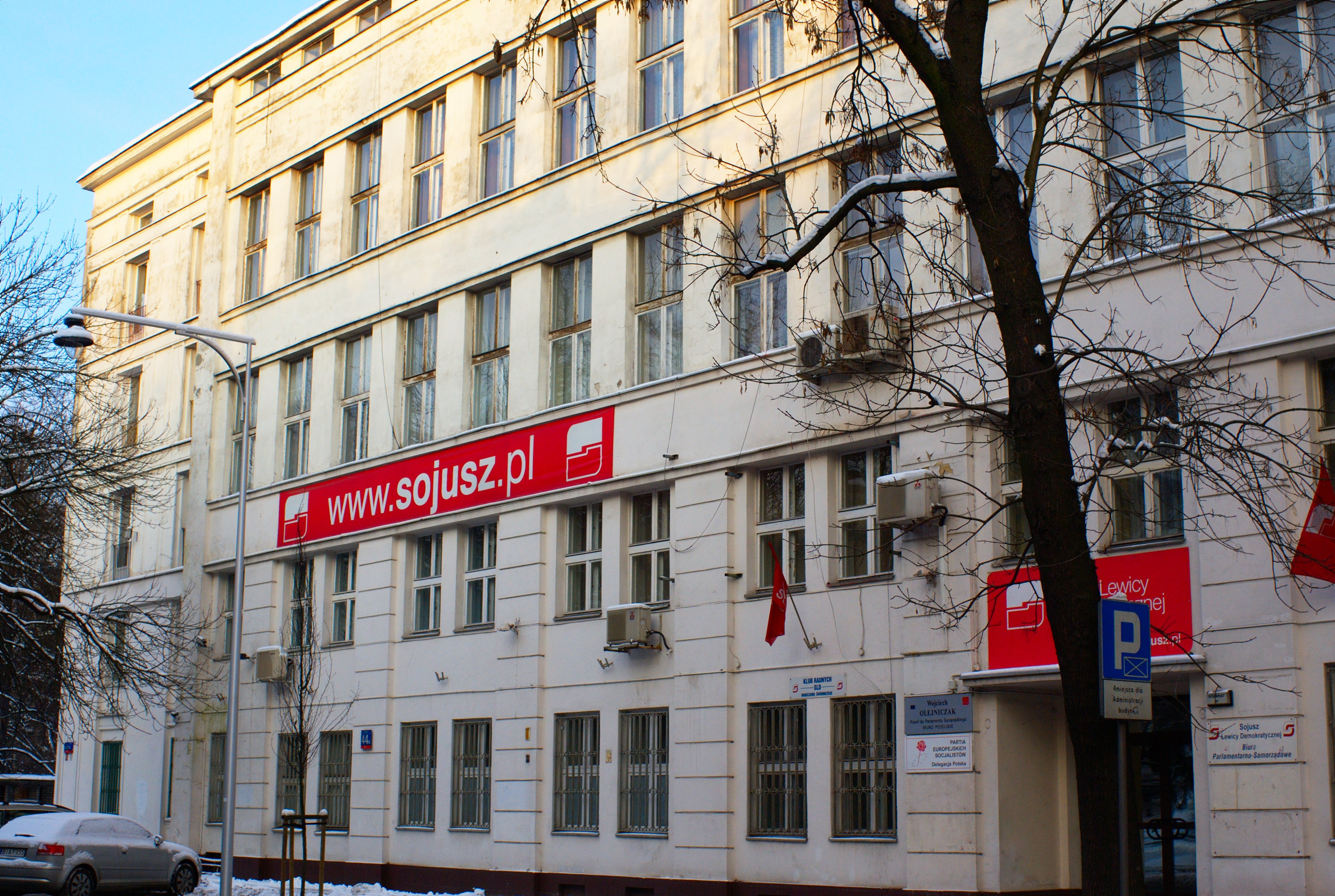
b. budynek siedziby Centralnej Szkoły Partyjnej PZPR w Warszawie przy ul. Rozbrat 44a (1954–1955)

Centralna Szkoła Partyjna PZPR im. Juliana Marchlewskiego (Centralna Szkoła im. J. Marchlewskiego – CSP) – placówka kształcąca kadry partyjne PPR, a od 1948 PZPR. Od 21 marca 1950 im. Juliana Marchlewskiego. Do 14 sierpnia 1952 mieściła się w Łodzi, następnie w Warszawie.

## Historia i działalność
Powstała w 1944 w Lublinie jako Centralna Szkoła Partyjna PPR. Prawdopodobnie w II poł. 1945, a najpóźniej w 1946 przeniesiona do Łodzi. Od 1952 do 1957 funkcjonowała w Warszawie. Po zjednoczeniu PPR i PPS w 1948 nastąpiła zmiana nazwy na: Centralna Szkoła Partyjna PZPR.
Szkoła przygotowywała kadry dla aparatu wojewódzkiego i powiatowego.
Drugim dyrektorem szkoły była Celina Budzyńska (1945–1957). Funkcję zastępcy dyrektora pełniła w tym samym okresie Romana Granas (w latach po przełomie 1956 r. zaliczana do grona „puławian”).

## Siedziba
Szkoła funkcjonowała w centrum Łodzi, przy al. T. Kościuszki 65, w budynku działającego do 1945 Niemieckiego Gimnazjum Reformowanego. W użytkowaniu posiadała też położony w pobliżu budynek przy ul. Wólczańskiej 95 (prawdopodobnie mieszkalny dla wykładowców) oraz trzy internaty – przy Kościuszki 46, Piotrkowskiej 147 i Wólczańskiej 51. Po przeniesieniu do Warszawy mieściła się w budynku wybudowanym na potrzeby Wyższej Szkoły Dziennikarskiej (1936–1939) przy ul. Rozbrat 44a (1954–1955).

## Dyrektorzy
- 1944–1948 – Tadeusz Daniszewski
- 15 grudnia 1948 – 31 sierpnia 1957 – Celina Budzyńska[7]

## Centralny Ośrodek Szkolenia KC
W latach 1949–1955 przy szkole funkcjonował Centralny Ośrodek Szkolenia Partyjnego.